# Olof Olsson i Slängserud
Olof Olsson (i riksdagen kallad Olsson i Slängserud), född 7 oktober 1811 i Nyeds församling, Värmlands län, död där 17 april 1891, var en svensk politiker.
Olsson företrädde bondeståndet i Väse, Visnums, Nyeds och Ölme härader vid ståndsriksdagen 1856/58 och företrädde vid ståndsriksdagarna 1862/63 och 1865/66 samma område samt Färnebo härad.
Olof Olsson var son till riksdagsmannen Olof Olsson den äldre.